# Vemund Vikingsson
Vemund Vikingsson (768 - 866) fue un caudillo vikingo de Fjordane, hermano del rey Audbjorn de Fjordane que fue derrotado en la segunda batalla de Solskjell contra Harald I de Noruega. Vemund era hijo de Viking Skaanoyskjelmer (n. 740).
Las sagas de los islandeses menciona que Vemund sustituyó a su hermano y siguió gobernando el territorio de la ocupada Fjordane, pero cuando osó ostentar de nuevo el título de rey de Fjordane, Rognvald el Sabio atacó una noche en Naustdal donde se celebraba una fiesta y quemó a Vemund con noventa de sus hombres dentro de una casa (hús-brenna).
Tuvo tres hijos Berle-Kari, Frodi y Skjoldolf Vemundsson.